# 創勢のアクエリオンEVOL
『創勢のアクエリオンEVOL』（そうせいのアクエリオン エヴォル）は、日本のロボットアニメ（OVA）。

## 概要
アクエリオン10周年を記念して2015年3月に発表された。制作はサテライト。監督は安田賢司が務める。
10周年の「お祭り企画」作品ということで、テレビアニメ第1作目『創聖のアクエリオン』のキャラクターとテレビアニメ第2作目『アクエリオンEVOL』のキャラクターが1万2千年という時代設定の隔たりを超えて出会うという、最大の目玉が用意されている。ただし、物語自体は本作オリジナルキャラクターの「シン」と「ユノ」を中心に、1966年（昭和41年）の日本を舞台に展開する。
なお、『創聖』と『EVOL』のキャラクターたちが各原典におけるどの時間軸から来たのかは不明だが（前者についてはエレメントの全員が登場するわけでもない）、後者についてはジンが死亡して久しいことがユノハの回想シーンから読み取れるうえ、本編でカグラがネオ・ディーバの面々と憎まれ口を叩き合いながらベクターマシンに搭乗しているため、最終話後であることが示唆されている。
商品リリースの前に、アクエリオン10周年スペシャルイベント「合体祭〜渋公で叫べ“気持ちいぃ〜”」で上映された。その後、テレビアニメ第3作目『アクエリオンロゴス』の初回放送直前にディレクターズ・カット版が全国各地のテレビ局で放送された（詳しい放送時間はアクエリオンロゴス#放送局を参照）。同作品のBD第1巻初回生産限定の映像特典に、ノーカット版が収録されている。

## ストーリー
日本の各地を旅する少年・月島シンは、立ち寄った伊豆で少女・河津ユノと運命的な出会いをする。それが引き金となり、ユノが持つ書物『創勢の書』が異変を起こした結果、ソーラーアクエリオンとアクエリオンEVOLが伊豆に出現する。事態を把握できないまま、ディーバのエレメントたちとネオ・ディーバのエレメントたちはお互いを敵と認識し、戦い始めてしまう。

## 登場人物

### 主要人物
月島シン（つきしま シン）
声 - 福島潤
各地を旅する少年。立ち寄った伊豆でユノと出会う。常に鉱石ラジオを大事に持ち歩く。記憶にはないはずの大切な誰かを泣かせてしまったことへの後悔を感じているらしい。
河津ユノ（かわづ ユノ）
声 - 小倉唯
伊豆の海岸に佇む少女。シンとの運命的な出会いから、物語が始まる。書物『創勢の書』を肌身離さず手にしている。記憶にはないはずの大切な誰かを失ったことを嘆いており、何かを失うことを極度に恐れている。
不動GEN（ふどう げん）
声 - 石塚運昇
『創聖のアクエリオン』に登場する“ディーヴァ”司令官。ある理由から、過去の日本にやってくる。

### ディーバ
アポロ
声 - 寺島拓篤
シルヴィア・ド・アリシア
声 - かかずゆみ
紅麗花
声 - 小林沙苗

### ネオ・ディーバ
アマタ・ソラ
声 - 梶裕貴
ミコノ・スズシロ
声 - 茅野愛衣
ユノハ・スルール
声 - 小倉唯
カグラ・デムリ
声 - 内山昂輝
ゼシカ・ウォン
声 - 花澤香菜
MIX
声 - 藤村歩
アンディ・W・ホール
声 - 鳥海浩輔
カイエン・スズシロ
声 - 鈴村健一
ドナール・ダンテス
声 - 諏訪部順一
シュシュ
声 - 安野希世乃

## 登場メカニック
ソーラーアクエリオン
『創聖のアクエリオン』に登場するアクエリオンの基本形態。本作でもアポロがメインパイロットをつとめ、アポロを象徴する「犬」のような特殊形態への変形も行う。他の搭乗者はシルヴィアと麗花。
最初は状況を把握できないままEVOLと戦うが、やがてそれぞれの世界へ帰るため、力を合わせる。
アクエリオンEVOL
『EVOL』に登場する、1万2千年後の世界で運用されるアクエリオンの基本形態。メインパイロットはカグラ。
ソーラーアクエリオン同様、力を合わせて合体する。
アクエリオンゲパルト
『EVOL』に登場する、アクエリオンの強襲形態。メインパイロットはゼシカ。
アクエリオンスパディオン ／ アクエリオンゲパディオン
2つの世界に分かれて飛ばされたアクエリオンのパイロットたちが、それぞれの仲間と再会するために互いのベクターマシンを使って「混成合体」させた急造形態。スパディオンのメインパイロットはミコノで（他の搭乗者はカグラとアポロ）、ゲパディオンはアマタ（他の搭乗者はシルヴィアと麗花）。
アクエリオンタマ
何らかの力でベクターマシンにエレメントテレポートされたシン・ユノ・ユノハ（タマ）たちが一致団結して「青春合体」した、カエルのような姿をした特殊形態。無限跳躍（むげんジャンプ）の力で次元を超え、それぞれの世界へ帰る。

## スタッフ
- 原作 - 河森正治・サテライト
- スーパーバイザー・メカデザイン - 河森正治
- 監督・絵コンテ - 安田賢司
- 演出 - 筑紫大介
- 脚本 - 望月真里子
- アニメーションキャラクターデザイン / 作画監督 - 清水貴子
- 音楽 - 菅野よう子、保刈久明、大塚彩子
- 音楽制作 - フライングドッグ
- 音楽プロデューサー - 佐藤正和
- 美術設定・美術監督 - 湖山真奈美
- 色彩設計 - 品地奈々絵
- CGプロデューサー - 青谷崇司
- CGディレクター - 原田丈
- 撮影監督 - 久保田淳
- 音響監督 - 清水洋史
- 音響制作 - 加賀電子、東北新社
- 編集 - 松本秀治
- 製作統括 - 田中信作
- プロデューサー - 吉武真太郎、高野星来、中橋篤、横田真吾、伊藤将生、原裕和、塩谷佳之、石田忠也、伍賀一統、石塚正俊、矢田部行庸
- アニメーションプロデューサー - 江口浩平、渡部雄介
- アニメーション制作 - サテライト
- 製作 - Project AQUARION LOGOS（KADOKAWA、サテライト、加賀電子、AT-X、フライングドッグ、電通、TOKYO MX、バンダイ、バンダイナムコエンターテインメント、ソニー・ミュージックコミュニケーションズ、ホリプロ）

## 主題歌
エンディングテーマ
「創聖のアクエリオン」
作詞 - 岩里祐穂 / 作・編曲 - 菅野よう子 / 歌 - 合体オールスターズ
※オリジナル歌唱 - AKINO from bless4
挿入歌
「ユノハノモリ」
作詞 - Gabriela Robin、新居昭乃 / 作・編曲 - 菅野よう子 / 歌 - ユノハ・スルール / 河津ユノ（小倉唯）
※オリジナル歌唱 - ユノハ・スルール（小倉唯）
「Go Tight!」
作詞 - 岩里祐穂 / 作・編曲 - 菅野よう子 / 歌 - AKINO from bless4
「君の神話〜アクエリオン第二章」
作詞 - Gabriela Robin / 作・編曲 - 菅野よう子 / 歌 - AKINO with bless4
「荒野のヒース」
作詞 - 岩里祐穂 / 作・編曲 - 菅野よう子、保刈久明 / 歌 - AKINO from bless4
プロモーションCM 挿入歌
「Genesis of Aquarion」
作詞 - 岩里祐穂、bless4 / 作・編曲 - 菅野よう子 / 歌 - AKINO from bless4